# 天啓 (梁)
天啓（てんけい）は、南北朝時代の南朝梁において蕭荘の治世に使用された元号。558年 - 560年。

## 出来事
- 元年3月：太平より改元。
- 3年2月：北周との戦いに敗れ、梁朝滅亡。

## 西暦・干支との対照表
| 天啓 | 元年  | 2年   | 3年   |
| 西暦 | 558年 | 559年 | 560年 |
| 干支 | 戊寅  | 己卯  | 庚辰  |